# Brokk
Brokk (staronordijski: Brokkr "onaj koji radi s metalnim fragmentima; kovač") patuljak je u nordijskoj mitologiji i Sindrijev brat.

## Mit
Prema Skáldskaparmálu u Mlađoj Eddi, Loki je dao Ivaldijevim sinovima da izrade Sifinu zlaćanu kosu, Freyev brod Skíðblaðnir i Odinovo koplje Gungnir. Loki se uvelike hvalio svim predmetima koje su Ivaldijevi sinovi stvorili, kladio se i kako drugi patuljci nisu mogli stvoriti ništa lijepo ni korisno. Brokk, koji je u to vrijeme bio u Asgardu, izjavio je da njegov brat Sindri može napraviti stvari mnogo ljepše i korisnije od Ivaldijevih sinova, čak se kladivši u svoju i Lokijevu glavu da bi Sindri mogao izraditi stvari s više umijeća nego što ga imaju Skíðblaðnir i Gungnir. 
Dok je Sindri koristio magiju pri kovanju u izuzetno vrućoj vatri, Brokk je puhao mijehom kako se vatra ne bi ohladila niti postala pre vruća za magiju. Dok su pravili vepra Gullinburstija, Loki je, prerušen u muhu, ugrizao Brokka za ruku. Brokk se ipak nije uznemiravao i nastavio je puhati u vatru. Dok su pravili zlatni prsten Draupnir, muha je ponovno ugrizla Brokka, ovaj put za vrat, ali Brokk je nastavio puhati. Na poslijetku, dok su pravili malj Mjollnir, muha je ovaj put ugrizla Brokka između očiju, zbog čega je Brokk privremeno prestao puhati. Taj kratki prekid puhanja mijehom uzrokovao je da Mjölnirova ručka bude kraća nego što je trebala biti, zbog čega je Thor morao nositi željezne rukavice Járngreipr kako bi ga mogao koristiti.
Bogovi su ove predmete ocijenili superiornima naspram onih Ivaldijevih sinova i Brokkr je dobio okladu. Međutim, Loki mu nije dopustio da mu uzme glavu jer bi mu time oštetio vrat, koji nije bio uključen u okladu. Umjesto toga, Brokk je zašio Lokijeve usne kako se Loki ne bi hvalio dok konac ne izađe.